# 源泰清
源 泰清（みなもと の やすきよ）は、平安時代中期の公卿。醍醐天皇の孫。兵部卿・有明親王の三男。官位は従三位・左京大夫。

## 経歴
弾正大弼・木工頭・播磨守・大蔵卿などを歴任する。讃岐守在官中に豊楽院造営を手掛け、その功労により永延2年（988年）従三位に叙せられて公卿となる。また、同時に左京大夫に任ぜられている。
長保元年（999年）近江守に任ぜられるが、同年4月11日に薨去。享年64。最終官位は従三位左京大夫兼近江守。

## 官歴
- 天延元年（973年） 6月20日：見木工頭[1]
- 時期不詳：従四位上
- 天元4年（981年） 6月3日：見前播磨守[2]
- 永観2年（984年） 10月17日：見大蔵卿[3]
- 寛和2年（986年） 3月21日：見讃岐守[4]
- 永延2年（988年） 正月29日：従三位（為讃岐守時、造豊楽院賞）、左京大夫[5]
- 長保元年（999年） 日付不詳：近江守[6]。4月11日：薨去（従三位左京大夫兼近江守）[7]

## 系譜
- 父：有明親王
- 母：藤原暁子（藤原仲平の娘）
- 妻：藤原雅材の娘
  - 男子：源頼節
  - 男子：源頼貞
- 生母不明の子女
  - 女子：藤原行成室（977-1002）
  - 女子：藤原行成室

倉本一宏は行成の2人の妻を生んだのは藤原伊尹のと恵子女王の間の娘であった（つまり行成はいとこ婚であった）とする説を取る。